# فيرجيل لوزانو
فيرجيل لوزانو (بالإسبانية: Virgil Lozano)‏ هو فنان قتال مختلط مكسيكي، ولد في 8 ديسمبر 1979 في تيخوانا في المكسيك.

## وصلات خارجية
- فيرجيل لوزانو على موقع بيلاتور (الإنجليزية)
- فيرجيل لوزانو على موقع شيردوغ (الإنجليزية)
- فيرجيل لوزانو على موقع IMDb (الإنجليزية)